# Porcellio ferroi
Porcellio ferroi là một loài chân đều trong họ Porcellionidae. Loài này được Paulian de Felice miêu tả khoa học năm 1939.